# 阿耶斯镇
阿耶斯镇（西班牙語：Villa Hayes，西班牙語發音：[ˈbiʎa ˈaʝes]）是巴拉圭阿耶斯总统省的首府，位于巴拉圭河的北岸，亚松森市以北31公里,平均气温为26°C，曾经是巴拉圭战争和查科战争的重要战场。